# Lázaro Borges
Lázaro Eduardo Borges Ried (L'Avana, 19 giugno 1986) è un astista cubano, vicecampione mondiale della specialità a Taegu 2011.

## Record nazionali

### Seniores
- Salto con l'asta: 5,90 m ( Taegu, 29 agosto 2011)
- Salto con l'asta indoor: 5,72 m ( Donec'k, 11 febbraio 2012)

## Palmarès
| Anno | Manifestazione             | Sede         | Evento           | Risultato | Prestazione | Note                                     |
| ---- | -------------------------- | ------------ | ---------------- | --------- | ----------- | ---------------------------------------- |
| 2005 | Campionati CAC             | Nassau       | Salto con l'asta | Oro       | 4,80 m      |                                          |
| 2008 | Campionati CAC             | Cali         | Salto con l'asta | Oro       | 5,50 m      |                                          |
| 2008 | Giochi olimpici            | Pechino      | Salto con l'asta | nm (q)    | nm (q)      |                                          |
| 2009 | Campionati CAC             | L'Avana      | Salto con l'asta | Finale    | nm          |                                          |
| 2010 | Campionati ibero-americani | San Fernando | Salto con l'asta | Oro       | 5,60 m      | Miglior prestazione personale            |
| 2011 | Mondiali                   | Taegu        | Salto con l'asta | Argento   | 5,90 m      | Record nazionale                         |
| 2011 | Giochi panamericani        | Guadalajara  | Salto con l'asta | Oro       | 5,80 m      | Record dei Giochi Panamericani           |
| 2012 | Mondiali indoor            | Istanbul     | Salto con l'asta | 5º        | 5,70 m      |                                          |
| 2012 | Giochi olimpici            | Londra       | Salto con l'asta | 16º (q)   | 5,50 m      |                                          |
| 2013 | Mondiali                   | Mosca        | Salto con l'asta | 21º (q)   | 5,40 m      |                                          |
| 2014 | Giochi CAC                 | Veracruz     | Salto con l'asta | Oro       | 5,30 m      |                                          |
| 2015 | Giochi panamericani        | Toronto      | Salto con l'asta | 5º        | 5,40 m      | Miglior prestazione personale stagionale |
| 2015 | Campionati NACAC           | San José     | Salto con l'asta | nm        | nm          |                                          |
| 2018 | Giochi CAC                 | Barranquilla | Salto con l'asta | Oro       | 5,30 m      | Miglior prestazione personale stagionale |
| 2019 | Giochi panamericani        | Lima         | Salto con l'asta | 10º       | 5,16 m      |                                          |